# 金山鎮區 (伊利諾伊州加拉廷縣)
金山鎮區（英語：Gold Hill Township）是位於美國伊利諾伊州加拉廷縣的一個行政鎮區。

## 地方資料
根據2010年美國人口普查的數據，金山鎮區的面積為91.30平方千米，當中陸地面積為90.50平方千米，而水域面積為0.80平方千米。當地共有人口1596人，而人口密度為每平方千米17.48人。